# Emmanuelle Cuau
Pour les articles homonymes, voir Cuau.
Emmanuelle Cuau est une réalisatrice et scénariste française, née le 9 octobre 1964 à Roubaix.

## Biographie

### Famille et formation
Emmanuelle Cuau est la fille de Bernard Cuau, un documentariste et membre du comité de rédaction de la revue Les Temps modernes, et de Denise Zigante, une ancienne comédienne ; sa sœur ainée est Marianne Denicourt. Elle a grandi dans le 13e arrondissement de Paris et a été élève du lycée Rodin.
À l'adolescence, connaissant son admiration pour Robert Bresson, Michel Abramowicz, un ami de son père à l'époque assistant à l'image sur L'Argent, lui propose de venir sur le tournage. Le réalisateur lui propose de faire de la figuration (elle est reconnaissable dans la scène de tri du courrier de la prison). Elle retient de lui qu'il faut partir d'une histoire simple pour avoir beaucoup de choses à filmer : « Une personne est multiple, donc déjà deux personnes, ça en fait beaucoup, ça donne beaucoup de points de départ. » Le réalisateur l'incite à ne pas faire d'école de cinéma et à ne pas travailler sur des films pour devenir réalisatrice. 
Elle entre, avant ses vingt ans, en 1983, à l'IDHEC afin de devenir réalisatrice. Elle aime à l'époque les comédies musicales et Gene Kelly et l'un de ses premiers projets est une comédie musicale qui se déroule dans un couvent.

### Carrière cinématographique
Son premier long métrage Circuit Carole, réalisé en 1995 réunit Bulle Ogier et Laurence Côte dans les rôles d'une mère et d'une fille. Son père y tient un second rôle. Il meurt en 1995, deux mois après la sortie du film. Elle avait pour projet avec lui un film dont le début doit se dérouler à Ellis Island, Mulberry Street, qu'elle reprend après sa mort sous le nom de L'Affaire Riesman. 
Son second film, Très bien, merci raconte l'histoire d'un homme qui, mis en garde à vue à la suite d'un contrôle d'identité, finit par se retrouver en asile psychiatrique. Il est en partie inspiré des internements et des rapports à la psychiatrie qu'a vécus sa mère.
Elle fait régulièrement des interventions à La Fémis ainsi qu'au cours Florent et travaille aussi comme scénariste, notamment sur Secret défense, de Jacques Rivette.

## Filmographie

### Réalisatrice
- 1993 : Offre d'emploi (court métrage)
- 1995 : Circuit Carole
- 1999 : De mère inconnue (téléfilm)
- 2000 : Tu seras un homme, mon fils (téléfilm)
- 2007 : Très bien, merci
- 2015 : Les Galons du sergent (court métrage)
- 2015 : Pris de court

### Scénariste
- 1993 : Offre d'emploi (court métrage)  d'Emmanuelle Cuau
- 1995 : Circuit Carole d'Emmanuelle Cuau (en collaboration avec Arlette Langmann)
- 1996 : Pourquoi partir ?  (court métrage) de Bastien Duval et Bernadette Lafont
- 1998 : La Photo  (court métrage) de Marie-Hélène Mille
- 1998 : Secret défense de Jacques Rivette (en collaboration avec Pascal Bonitzer)
- 2000 : L'Homme des foules de John Lvoff (en collaboration avec Emmanuel Salinger, Pascal Bonitzer et Camille Fontaine)
- 2007 : Très bien, merci d'Emmanuelle Cuau (avec Agnès Caffin)